# Siège de Sirmium
Guerres byzantino-avares
Le siège de Sirmium en 580-582 fut un événement décisif dans l’histoire des Balkans. La chute de la ville aux mains des Avars a privé l'Empire byzantin de son principal bastion sur le nord-ouest du Danube, ouvrant la voie à des incursions dévastatrices des Avars et de leurs alliés slaves dans les Balkans.

Sirmium, qui pendant une grande partie du VIe siècle avait été contrôlée par les Goths puis par les Gépides, était passée sous contrôle byzantin en 567 après la guerre Lombard-Gépide (567). Les Avars sont apparus le long du Danube à peu près au même moment. Ils lancèrent une première attaque sur Sirmium en 568, mais furent accueillis par le gouverneur local, Bonus. Les Byzantins obtinrent la paix avec les Avars grâce au paiement d'un tribut annuel qui, en 578, s'élevait à quelque 80 000 solidi. En 580, cependant, le khagan avar, Bayan Ier, marcha avec ses hommes vers la rive droite de la rivière Sava, en face de Sirmium, et commença la construction d'un pont pour la traverser. La ville, à l'époque, était en grande partie non défendue et non préparée à résister à un siège, car la plupart des forces byzantines étaient engagées à l'est contre la Perse sassanide. L'empereur byzantin Tibère II tenta de prévenir l'attaque des Avar par des moyens diplomatiques, mais lorsque l'ambassadeur du khagan exigea la reddition de la ville, il répondit qu'il préférerait donner l'une de ses deux filles comme épouse au khagan, plutôt que abandonnez Sirmium. Tibère réussit à envoyer quelques officiers de Dalmatie pour superviser la défense de la ville, tandis que l'envoyé Théognis tentait en vain de traiter avec Bayan. Malgré la faiblesse de la garnison, la ville a résisté pendant près de trois ans, et ce n'est qu'à la fin de 581 ou au début de 582, peu avant sa mort, que Tibère accepte de rendre la ville en échange de la vie de ses citoyens. Les Avars épargnèrent en effet la population, mais prirent ses biens et 240 000 solidi, en guise d'arriérés du tribut dû sur trois ans. Au lendemain du siège, de nombreux survivants ont fui vers Salona, comme en témoignent les inscriptions funéraires

## References
1. ↑  Curta, Florin, Southeastern Europe in the Middle Ages, 500–1250, Cambridge, Cambridge University Press, 2006 (lire en ligne )

## Sources
- Baynes Norman H., The Cambridge Medieval History, Vol. II: The rise of the Saracens and the foundation of the Western Empire,   Chapitre IX,  The Successors of Justinian, New York, Cambridge University Press, 1913, 269 pages, pp. 275–276.
- (de) Walter Pohl, Die Awaren. Ein Steppenvolk in Mitteleuropa 567–822 n. Chr., Munich, Verlag C.H. Beck, 1988, 70–76 p. (ISBN 3-406-33330-3)